# Съёмщики кроватей

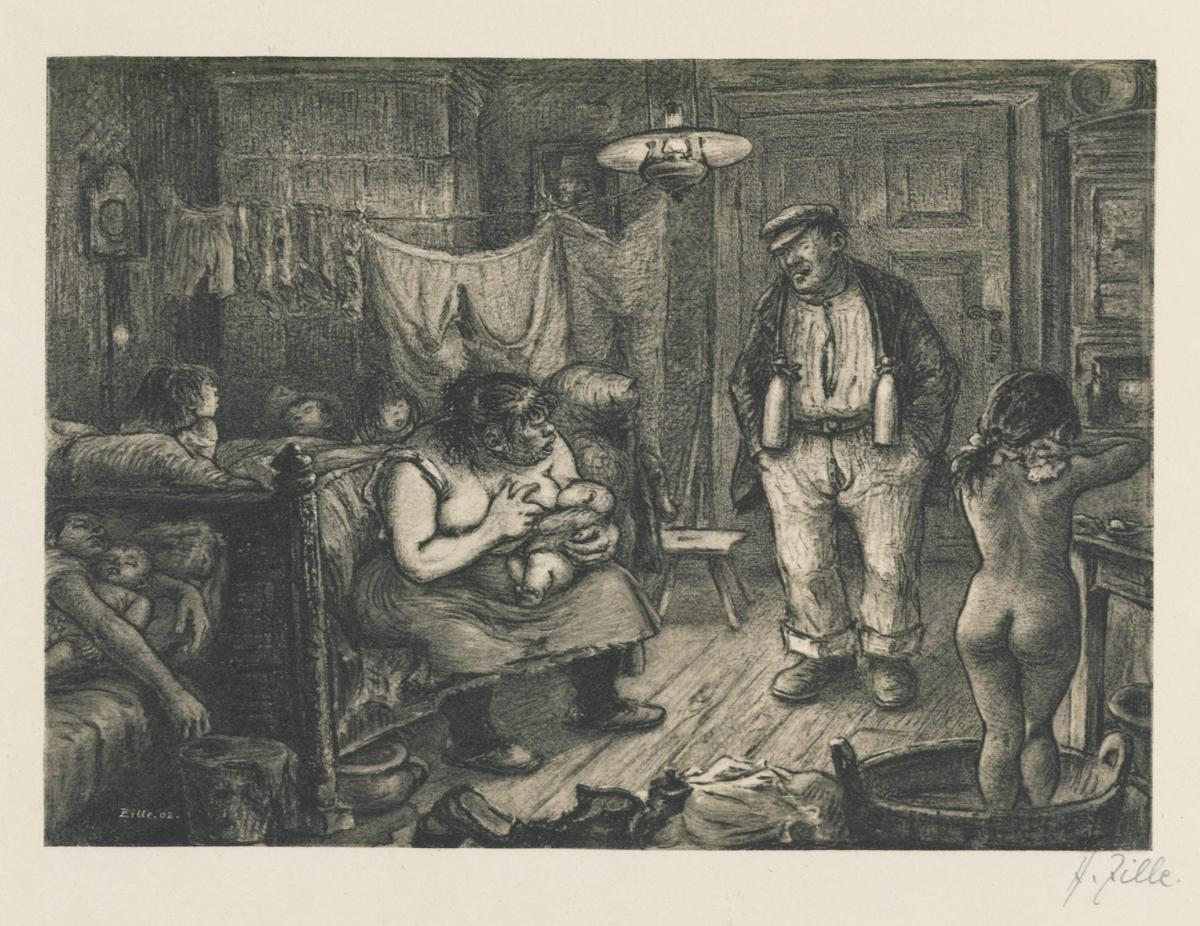
Припозднившийся съёмщик кровати на картине Генриха Цилле

Съёмщики кроватей (нем. Schlafgänger, Bettgeher, Schlafbursche) — в немецком языке люди, которые арендовали кровать для сна на несколько часов за небольшую плату. Возникновение таких арендаторов связано с индустриализацией и недостатком и дороговизной жилья, не способного вместить всех горожан.

## В Германии
Съёмщиками кроватей становились, например, сменщики, которые могли спать днём, пока домовладелец занимался своими делами. Как правило, у съёмщиков кроватей не было семей, им не разрешалось пользоваться остальными помещениями дома. В стоимость аренды кровати не входил завтрак.
Существование съёмщиков кроватей ухудшало жилищную ситуацию, поскольку они нередко вели себя бестактно по отношению к владельцам квартир. Также возникали проблемы гигиены, способствовавшие распространению эпидемий, сифилиса, туберкулёза и чесотки. Однако плата съёмщиков кроватей пополняла скудный бюджет семей, тратившийся также на оплату квартиры. В некоторых местах кровать сдавалась в аренду сразу двум разным людям.
В 1875 году съёмщики кроватей составляли 22,7 % населения Берлина:
| Доля съёмщиков кроватей в Берлине | Доля съёмщиков кроватей в Берлине |
| --------------------------------- | --------------------------------- |
| 1861                              | 13,60 %                           |
| 1875                              | 22,70 %                           |
| 1895                              | 9,80 %                            |

По статистике на маленькие квартиры приходилось больше съёмщиков кроватей, чем на большие, поскольку именно в маленьких квартирах могли сдаваться в наём лишь места для сна, а не целые комнаты.

Эти жилищные условия ухудшались за счёт съёмщиков кроватей. […] В 1895 году в Берлине насчитывалось 79 435 койко-мест, в Дрездене — 19 836 и 19 101 в Лейпциге. В некоторых случаях одна и та же кровать использовалась по восемь часов двумя или даже тремя людьми в течение 24 часов, и ни минуты не пустовала.Оригинальный текст (нем.)Diese sozialen Wohnungsschäden sind durch das Schlafgängerwesen stark vermehrt. […] 1895 wurden in Berlin 79435, in Dresden 19836 und in Leipzig 19101 Schlafstellenleute gezählt. In manchen Fällen war dasselbe Bett von zwei oder gar von drei Personen im Achtstundenwechsel innerhalb 24 Stunden benutzt, ohne somit einen Augenblick kalt werden zu können.
— Friedrich H. Lorentz